# Баян-Улгий
Баян-Улгий (до 1989 года использовалось русское наименование Баян-Улэгэй, монг. Баян-Өлгий аймаг, каз. Баян Өлгей аймағы/ Baian Ölgei aimağy, также каз. Бай Өлке — богатый край) — один из 21 аймака Монголии.

## География

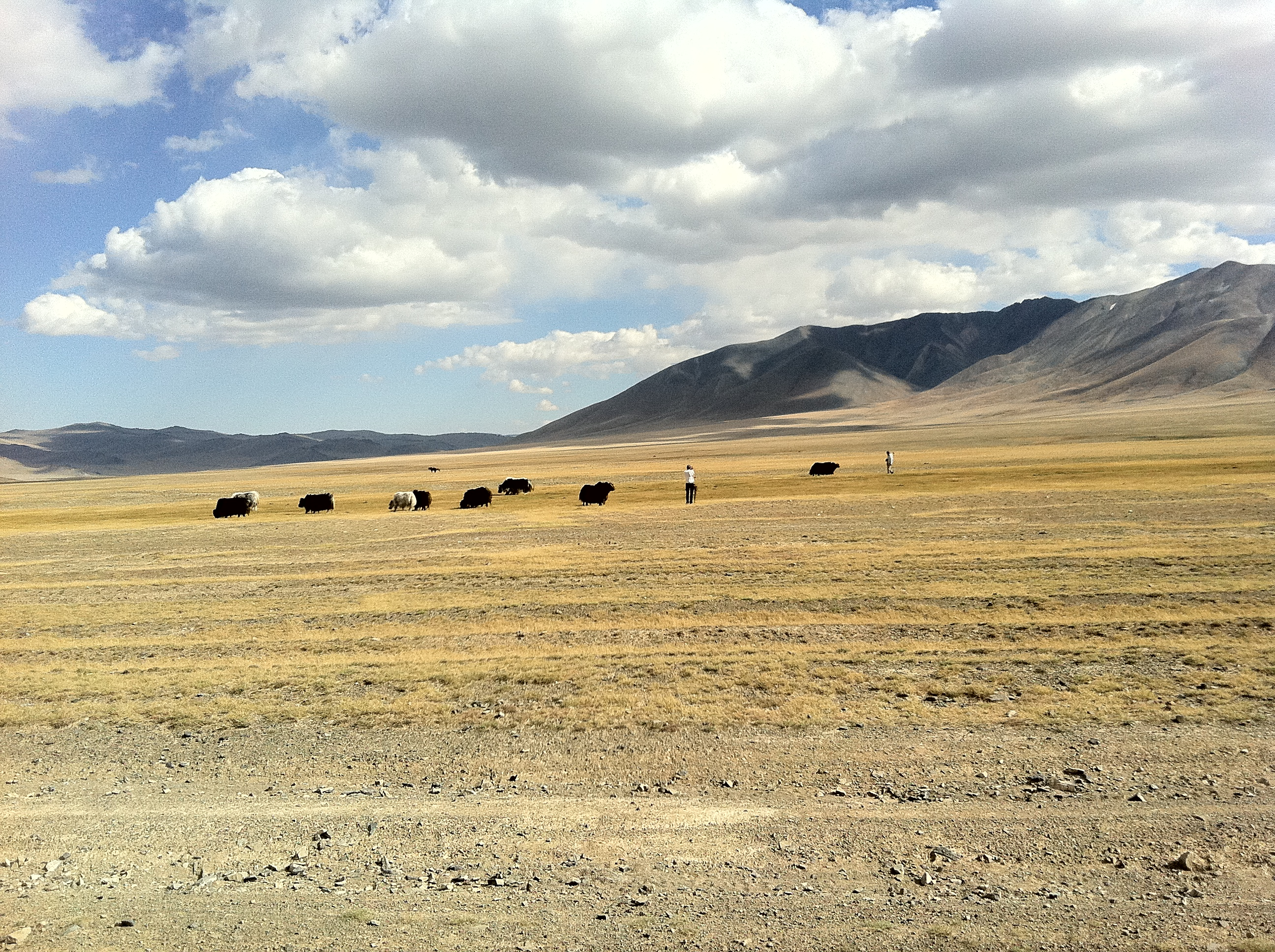
Ландшафт в аймаке Баян-Улгий.

На северо-востоке имеет административную границу с Убсунурским аймаком, на востоке и юго-востоке — с Кобдоским аймаком, на севере граничит с Россией, на западе, юге и юго-западе — с КНР. Расстояние до восточной границы Казахстана составляет около 40 км.
Общая территория составляет 45 704,9 км². Аймак расположен среди гор Монгольского Алтая на высоте 1300 метров над уровнем моря.
Один процент всей территории занимают леса. На территории аймака более 20 малых и больших озёр, около 400 рек, ручьев и источников.
В границах аймака расположен национальный парк Алтай-Таван-Богд. Он занимает площадь 6362 км² и расположен к югу от самой высокой горы Монголии. В составе национального парка озера Хотон, Хурган и Даян. Охраняемая территория является домом для многих видов горных животных, таких как архар, козерог, благородный олень, куница, лось, улар и беркут. Охраняемая территория Хёх Серхийн Нуруу площадью 659 км² и национальный парк Сильхемиин Нуруу площадью 1428 км² имеют схожий характер.
Природный заповедник Дэвелин Арал (103 км²) создан вокруг острова Дэвелин в месте слияния рек Лсан-Хоолой и Ховд. С 2000 года он обеспечивает защиту различных птиц и животных, включая фазанов, кабанов и бобров.

## Климат
Климат резко континентальный.

## История
На территории аймака много исторических памятников с многочисленными каменными изваяниями, наскальными рисунками.
Эта земля стала местом борьбы между белыми и красными.

## Население
Населён преимущественно казахами (90,4 %) и урянхайцами (5,19 %), есть тувинцы (1,42 %), остальные — дербеты и халха-монголы. Исходя из приведённых в таблице данных можно оценить размеры внешней миграции казахов в Казахстан величиной приблизительно 30 тыс. чел. в период 1991 — 93 гг. В последующие годы, столкнувшись с трудностями адаптации и проблемами экономического плана, определённая часть репатриантов вернулась в Монголию. В 2024 году население аймака составило-112,836 человек. 
| 1963 переп. | 1969 переп. | 1975 оц. | 1979 переп. | 1981 оц. | 1991 оц. | 1993 оц. | 1995 оц. | 1998 оц. | 2000 переп. | 2002 оц. | 2004 оц. | 2005 оц. |
| ----------- | ----------- | -------- | ----------- | -------- | -------- | -------- | -------- | -------- | ----------- | -------- | -------- | -------- |
| 47 800      | 58 100      | 66 600   | 71 400      | 74 500   | 102 817  | 75 043   | 82 259   | 87 341   | 94 094      | 98 066   | 99 112   | 95 758   |

## Административно-территориальное деление
Баян-Улгий создан в 1940 и состоит из 13 сомонов. Административным центром аймака является город Улгий, в котором проживает 28 448 человек (2009).
Хурал представителей граждан является органом законодательной власти местного самоуправления. Он издает законодательные акты по бюджетно-финансовым вопросам, науке и образованию, социально-экономическим вопросам — то есть по всем вопросам, которые касаются развития аймака.
Губернатор аймака является представителем правительства и осуществляет исполнительную власть в данном регионе.
| №  | Сомон       | Оригинальное название | Население (2005) | Население (2008) | Население (2009) | Население адм. центра (2009) | Площадь (км²) | Плотность населения (/км²) | Расстояние до Улгия (км) |
| -- | ----------- | --------------------- | ---------------- | ---------------- | ---------------- | ---------------------------- | ------------- | -------------------------- | ------------------------ |
| 1  | Алтай       | Алтай                 | 3 914            | 3 659            | 3 811            | 973                          | 3 163,56      | 1,20                       | 112                      |
| 2  | Алтанцугц   | Алтанцөгц             | 3 038            | 3 114            | 3 080            | 826                          | 1 786,10      | 1,72                       | 43                       |
| 3  | Баяннуур    | Баяннуур              | 5 320            | 5 012            | 5 033            | 1 784                        | 2 339,50      | 2,15                       | 126                      |
| 4  | Бугат       | Бугат                 | 3 604            | 3 741            | 3 642            | 1 161                        | 2 049,10      | 1,78                       | 5                        |
| 5  | Булган      | Булган                | 5 901            | 5 827            | 5 528            | 944                          | 4 977,33      | 1,11                       | 294                      |
| 6  | Буянт       | Буянт                 | 3 002            | 2 683            | 2 514            | 653                          | 1 845,67      | 1,36                       | 72                       |
| 7  | Дэлуун      | Дэлүүн                | 8 183            | 7 078            | 7 133            | 1 642                        | 5 594,99      | 1,27                       | 158                      |
| 8  | Ногооннуур* | Ногооннуур            | 6 539            | 6 566            | 6 375            | 2 165                        | 5 221,94      | 1,22                       | 92                       |
| 9  | Улгий       | Өлгий                 | 24 000           | 28 496           | 28 448           | 28 448                       | 100,92        | 281,89                     | 0                        |
| 10 | Сагсай      | Сагсай                | 5 185            | 5 174            | 5 089            | 1 375                        | 3 139,99      | 1,62                       | 27                       |
| 11 | Толбо       | Толбо                 | 4 260            | 4 076            | 4 136            | 1 067                        | 2 974,69      | 1,39                       | 76                       |
| 12 | Цагааннуур* | Цагааннуур            | 1 528            | 1 452            | 1 473            | 1 473                        | -             | -                          | 69                       |
| 13 | Цэнгэл      | Цэнгэл                | 8 364            | 8 305            | 8 348            | 2 028                        | 6 463,17      | 1,29                       | 79                       |
| 14 | Улаанхус    | Улаанхус              | 8 672            | 8 748            | 8 407            | 1 480                        | 6 047,93      | 1,39                       | 46                       |

* - посёлок городского типа — свободная экономическая зона Цагааннуур расположен на территории сомона Ногооннуур, но управляется как отдельная административная единица.

## Экономика
Основной отраслью народного хозяйства в аймаке является животноводство. Отгонным пастбищным животноводством занимается 11 078 пастушеских хозяйств, на каждое из которых приходится в среднем 133 головы скота (2006, в 2005—120, 2004—117), что является самым низким показателем среди всех аймаков Монголии (в среднем по стране 204).
Общее поголовье (конец 2006) 1470,3 тыс. голов скота, в том числе:
- 4,3 тыс. верблюдов
- 61,8 тыс. лошадей
- 88,8 тыс. крупного рогатого скота (коров, яков или сарлыков и их гибридов хайнаков)
- 603,0 тыс. овец
- 712,4 тыс. коз

Ежегодно на внешние и внутренние рынки поставляется свыше 2000 тонн мяса, 850—900 тонн овечьей шерсти, 130 тонн козьего пуха, 280—300 тыс. штук шкур всех видов скота, реализация которых обеспечивает внутренние потребности аймака в товарах народного потребления и пищевых продуктах.
На территории аймака имеются богатые месторождения различных строительных камней, охры, вольфрама и редких цветных металлов.
В аймаке издаётся казахскоязычная газета «Жаңа өмір» (Новая жизнь).
В аймаке представлен такие виды туризма, как научный, культурный (изучение рисунков бронзового века, самых ранних мест человеческого обитания в Монголии — 700 тыс. лет назад), спортивный (покорение вершины Дунхэгэр (3315 м)) и событийный (фестивали и праздники коренных народов: монголов, тувинцев и казахов).
В аймаке выделено 3 объекта (1 историкокультурный, 2 природных): петроглифы Монгольского Алтая (объект ЮНЕСКО), р. Онон и оз. Хотон-Нуур.

## Главы
| Первые секретари 1. Шымшырұлы Ноғай (1940-1942) 2. Дүзелбайұлы Жеңісхан (1942) 3. Ш. Ванчинхүү арслан (1943) 4. Мәлікұлы Қашқынбай (1943-1952) 5. Мұхамәдиұлы Құрманхан (1952-1953) 6. Жуанғанұлы Рым (1953-1954) 7. Мәлікұлы Қашқынбай (1954-1957) 8. Қаматжанұлы Мусахан (1958-1962) 9. Б. Дуламрагчаа (1962-1966) 10. Б. Дэжид (1966-1970) 11. Я. Жигжид (1970-1976) 12. Л. Хүрлээ (1976-1980) 13. Байтазаұлы Құрметбек (1980-1990) | Председатели исполкома 1. Бәжіұлы Қаби (1940-1942) 2. А. Бэгзжав (1942-1943) 3. Дүзелбайұлы Жеңісхан (1943-1950) 4. Мұхамәдиұлы Құрманхан (1950-1952) 5. Ч. Шагдар (1952-1953 6. Мұхамәдиұлы Құрманхан (1954-1955) 7. Шәбіұлы Қабдыл(1955-1958) 8. Жуанғанұлы Рым (1959-1970) 9. Асқанбайұлы Сарай (1970-1978) 10. Құсбекұлы Қызырхан (1978-1989) 11. Т. Даваажав (1989-1990) | С 1990 года 1. Күнтуғанұлы Мизамхан (1990-1996) 2. Қадырұлы Мейрам (1996-2000) 3. Қабдысіләмұлы Бәделхан (2000-2004) 4. Омарын Хабсатар (монг. Омарын Хабсатар «Омарын» не фамилия, а отчество производное от имени отца — Омар, «Хабсатар» — личное имя; каз. Хабсатар Омарұлы), 1952 г. р., уроженец сомона Булган (2004-2007) 5. Сәкейұлы Қабыл (2007-2012) 6. Хузкейн Дармен (монг. Хузкейн Дармен «Хузкейн» не фамилия, а отчество производное от имени отца — Хузкей, «Дармен» — личное имя; каз. Дәрмен Құзыкейұлы) 1964 г. р., уроженец сомона Улгий. (2012-2016) 7. Гылымхан Айп (монг. Айпын Гылымхан, «Айпын» не фамилия, а отчество производное от имени отца — Айп, «Гылымхан» — личное имя; каз. Гылымхан Айпұлы). (2016-2020) |